# Суад Беширевић
Суад Беширевић (Љубљана, 4. март 1963 — Љубљана, 28. септембар 2019) био је словеначки и југословенски фудбалер.

## Каријера
Беширевић је играо у југословенској лиги за клубове Свобода, Слован, Борац Бања Лука и Ријека. Највећи успех је остварио са Борцем када су освојили Куп Маршала Тита 1988. године. Победили су у финалу купа са 1:0 Црвену звезду на стадиону ЈНА, а Беширевић је одиграо целу утакмицу. Између 1990. и 1996. године, када је завршио каријеру, играо је у кипарској лиги за клубове Аполон Лимасол, АПЕП Питсилија, Арис Лимасол и Омонију Арадипу, а само од 1992. до 1993. године играо је за Цеље у Првој словеначкој лиги. У сезони 1990/91, био је најбољи стрелац Прве кипарске лиге са деветнаест голова у двадесет пет утакмица.
Од 2002. године је водио словеначке клубове Љубљану, Олимпију, Бела крајина, Шенчур и Свобода. Био је тренер млађих селекција у НК Бледу и Горње Горењске.
Преминуо је у Љубљани 28. септембра 2019. године након дуге и тешке болести.

## Трофеји
- Борац Бања Лука
  - Куп Југославије: 1988.
- Индивидуални
  - Најбољи стрелац Прве лиге Кипра: 1991.